# Yamashina Yoshimaro

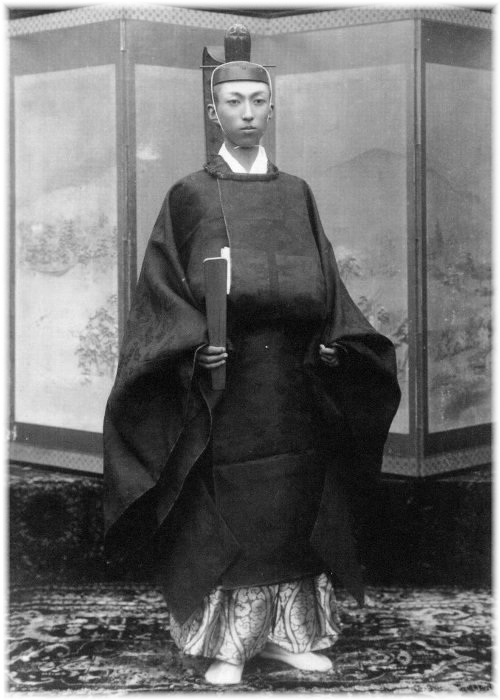

Yamashina Yoshimaro (jap. 山階 芳麿; * 5. Juli 1900 in Kōjimachi, Tokio (heute: Chiyoda, Tokio); † 28. Januar 1989 in Tokio) war ein japanischer Ornithologe. Er ist der Gründer des Yamashina-Instituts für Ornithologie.

## Leben und Wirken
Yamashina war der zweite Sohn von Kōshaku (Fürst) Yamashina Kikumaro. Schon als Kind war er von der Vogelwelt fasziniert. Zu seinem sechsten Geburtstag bekam er eine ausgestopfte Mandarinente geschenkt.
Yamashina wurde zunächst an der Eliteschule Gakushūin ausgebildet. Auf Erlass des Tennō Meiji trat er anschließend in die Kaiserlich Japanische Armee ein. Die 33. Klasse der Akademie der Kaiserlich Japanischen Armee schloss er im Schwerpunkt Artillerie ab. Aufgrund einer Revision des Gesetzes über den kaiserlichen Haushalt von 1889 verlor er im Jahre 1920 den Status eines Kōshakus. Stattdessen erhielt er den Adelstitel eines Shishaku (Vizegraf) und den militärischen Rang eines Leutnants. 1929 schied er aus der Armee aus, um an der Kaiserlichen Universität Tokio Zoologie zu studieren, wo er 1931 graduierte.
1932 gründete Yamashina in seinem Haus in Shibuya, Tokio das Yamashina-Institut für Ornithologie. Es beherbergt umfangreiche Vogelsammlungen, ornithologische Bibliotheken und Forschungseinrichtungen. Yamashinas Forschungsschwerpunkte waren die Avifaunen Japans, Ostasiens und des Pazifiks. 1942 promovierte er mit einer Dissertation über die Zellbiologie bei Vögeln zum Ph.D. an der Universität Hokkaidō. In der Folgezeit widmete sich Yamashina der Genforschung bei Vögeln und spezialisierte sich auf DNA-Analysen zur Unterscheidung von Vogelarten.
1984 wurde das Yamashina-Institut auf seinen jetzigen Standort in Abiko in der Präfektur Chiba verlegt.
Im Verlauf seiner Karriere verfasste Yamashina zahlreiche wissenschaftliche Artikel und mehrere Bücher. Er war der Co-Autor des Werkes Handlist of Japanese Birds (1942) und der Autor von Birds in Japan (1961).
Zu den wissenschaftlichen Erstbeschreibungen Yamashinas zählen die Okinawaralle, der Rota-Brillenvogel, der Langschnabel-Brillenvogel, der Borodino-Zaunkönig, der Tinianmonarch und die Gattung Pyrroglaux.
1927 wurde Yamashina Mitglied bei der American Ornithologists’ Union. 1949 wurde er korrespondierendes Mitglied und 1953 Ehrenmitglied. 1977 erhielt er für seine Verdienste im Bereich der Ornithologie den Jean-Delacour-Preis und 1978 wurde er für seine Naturschutzarbeit von Prinz Bernhard der Niederlande mit dem Verdienstorden Order of the Golden Ark ausgezeichnet.

## Dedikationsnamen
1935 benannte Nagamichi Kuroda die Taiwan-Stummelschwanzspitzmaus (Anourosorex yamashinai) zu Ehren von Yamashina.

## Werke (Auswahl)
- The Birds of the Shizuoka Prefecture (1924)
- How to Breed Fancy Birds (1926)
- A natural history of Japanese birds (1933)
- Birds of Japan and their Ecology (1934)
- Handlist of Japanese Birds (1942)
- Bird Calendar (1948)
- Animal Taxonomy based on Cytology (1949)
- Save these birds. The Red Book of Endangered Japanese Birds (1975)
- Birds in Japan: A Field Guide (1982)